# باب المريسى

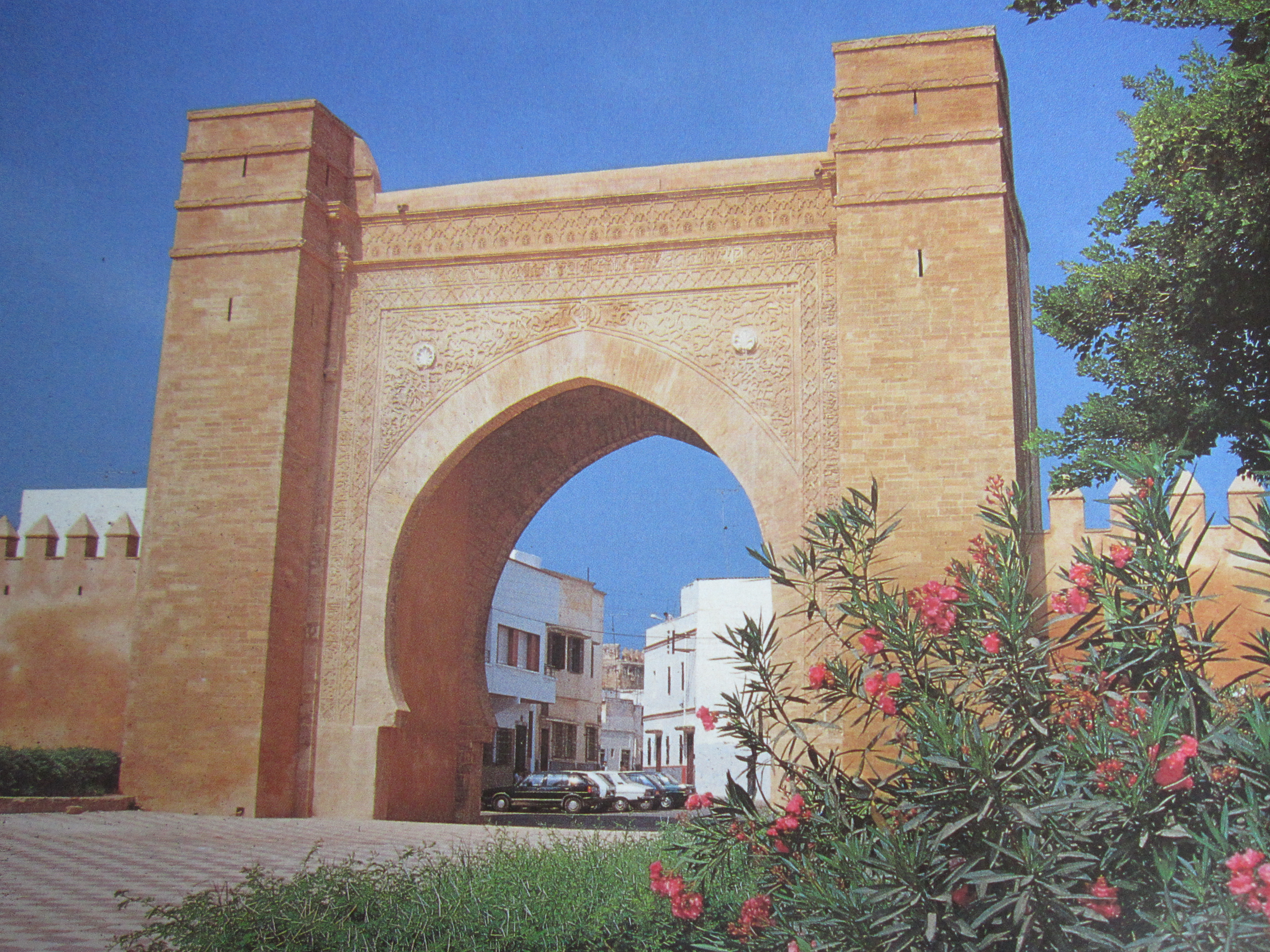
Porte Bab Lamrissa

## التاريخ
بني في مدينة سلا من طرف السلطان المريني أبو يوسف يعقوب بن عبد الحق حيث أنه شارك مشاركة فعلية في أعمال البناء، بين سنوات 658 و 668 هجري / 1270 و 1280 ميلادي، المعمارون أو معلمو البناء أوالحرفيون الذين شاركوا في تصميم المبنى أو تنفيذه:
حسب رواية الناصري، فإن المعماري الذي أشرف على المشروع يدعى محمد بن علي، وأصله من إشبيلية.، الميناء المحمي، الذي يمكن استخدامه كدار للصناعة (صناعة السفن)، والذي يوصل المدينة بوادي أبي رقراق بواسطة قناة. كانت القوارب تنفذ إلى الحوض من خلال المرور عبر قوس باب ضخم، يدعى باب المريسى ( باب الميناء الصغير). يقطع هذا الأخير الأسوار المبنية من الطابية

## الهندسة
ويُقدم واجهة حجرية تزينها زخرفة جميلة منحوتة بنقائش كتابية وتشبيكات زهرية.
يحصن برجان مستطيلان، يبلغ بروزهما 2.20 متر وعرضهما 3.50 أمتار، قوسا كبيرا على شكل حدوة حصان منكسر، تصل فتحته إلى حوالي 9 أمتار وترتفع قمته، رغم تعلية الأرضية وتراكم الرمل بالحوض والقناة وتغطيتهما، إلى 9.60 أمتار. وبطبيعة الحال، استبعدت وظيفة باب المريسة المنعطفات.
شغلت الكتل الجانبية في الأسفل قاعات مغطاة بقبوات أسطوانية، وفي الأعلى قليلاً، تتواجد سلالم تؤدي إلى ممر الحرس، يقطعها – السلالم - سطح درج يضم فتحات للرمي تفضي تحت القبة. كما بنيت داخل الأبراج غرف رماية، مغطاة بقبب تستند على مثلثات ركنية. وكانت توسعات فتحات الرمي التي تمت من جهة الخارج موجهة بشكل مائل لتغطية القناة التي توصل الميناء بالنهر، وحمايتها في حال الخطر.
طريقة تأريخ المبنى:
يشير كتاب روض القرطاس الذي ألفه ابن أبي زرع في عام 726 هجري / 1326 ميلادي، وكتاب تاريخ البربر، الذي كتبه ابن خلدون بعد ربع قرن، أن بناء الأسوار المحصنة لمدينة سلا قد تم الشروع فيه بعد قيام التجار المسيحيين بنهب المدينة يوم عيد الفطر لعام 658 هجري / 1260 ميلادي.

## صور

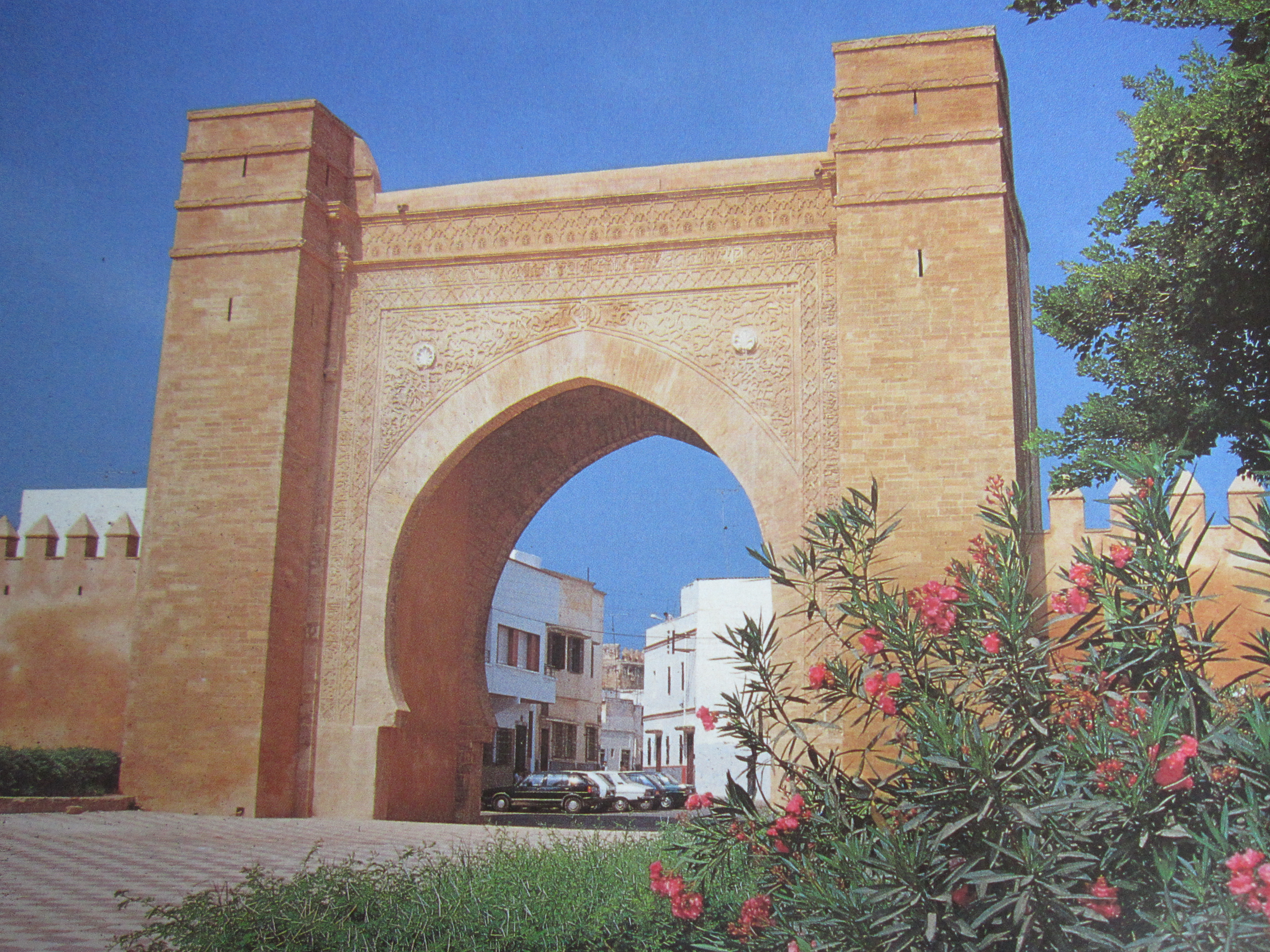
باب المريسى
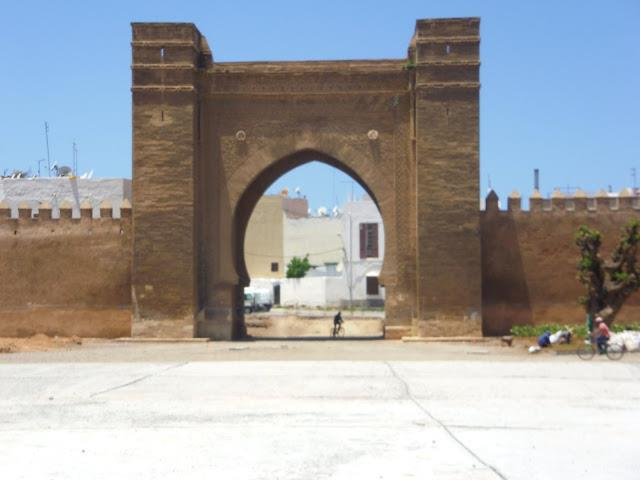
تهيئة ساحة باب المريسى
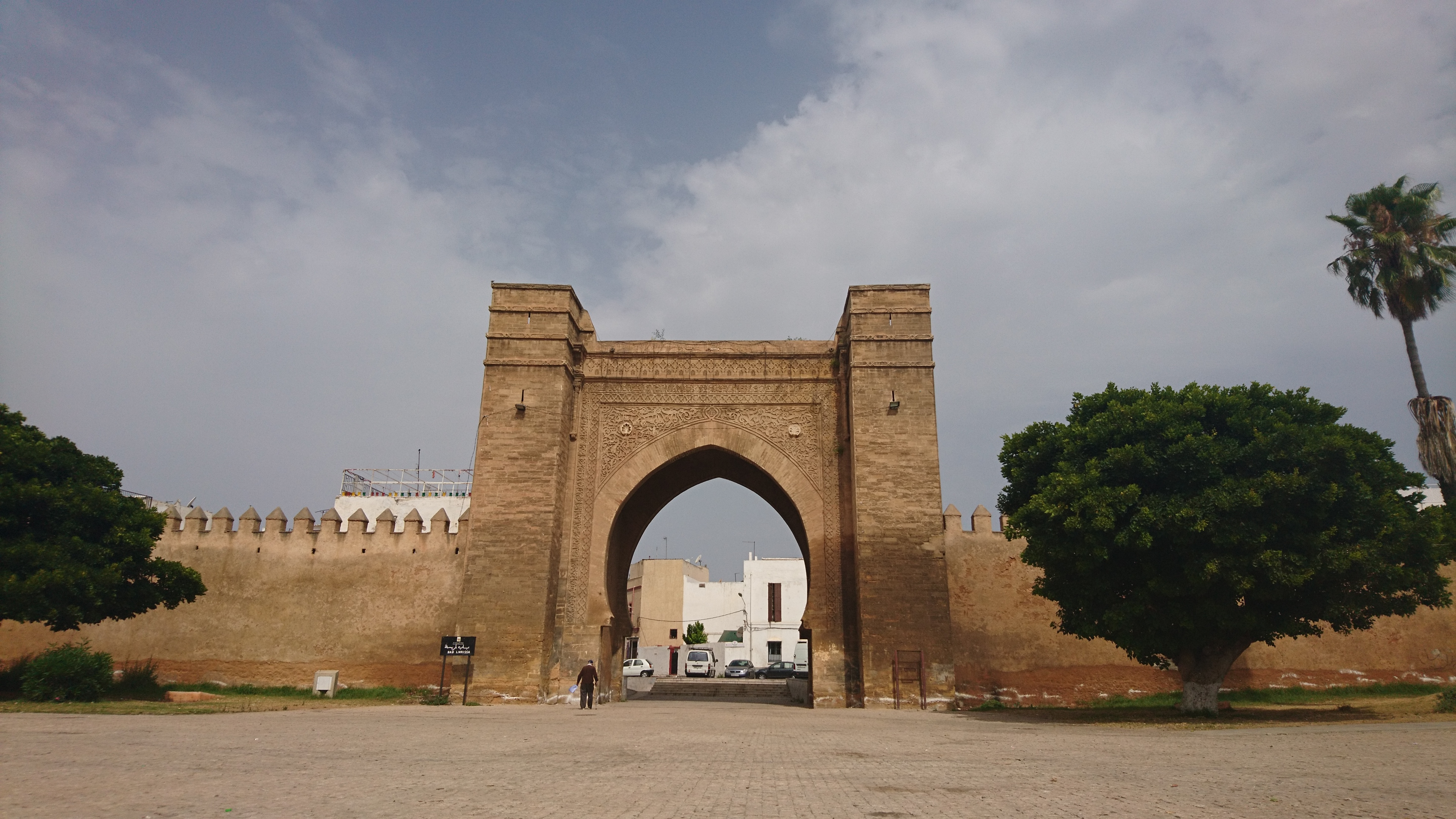
باب المريسة من بعيد
علامة تشويرية لباب المريسة
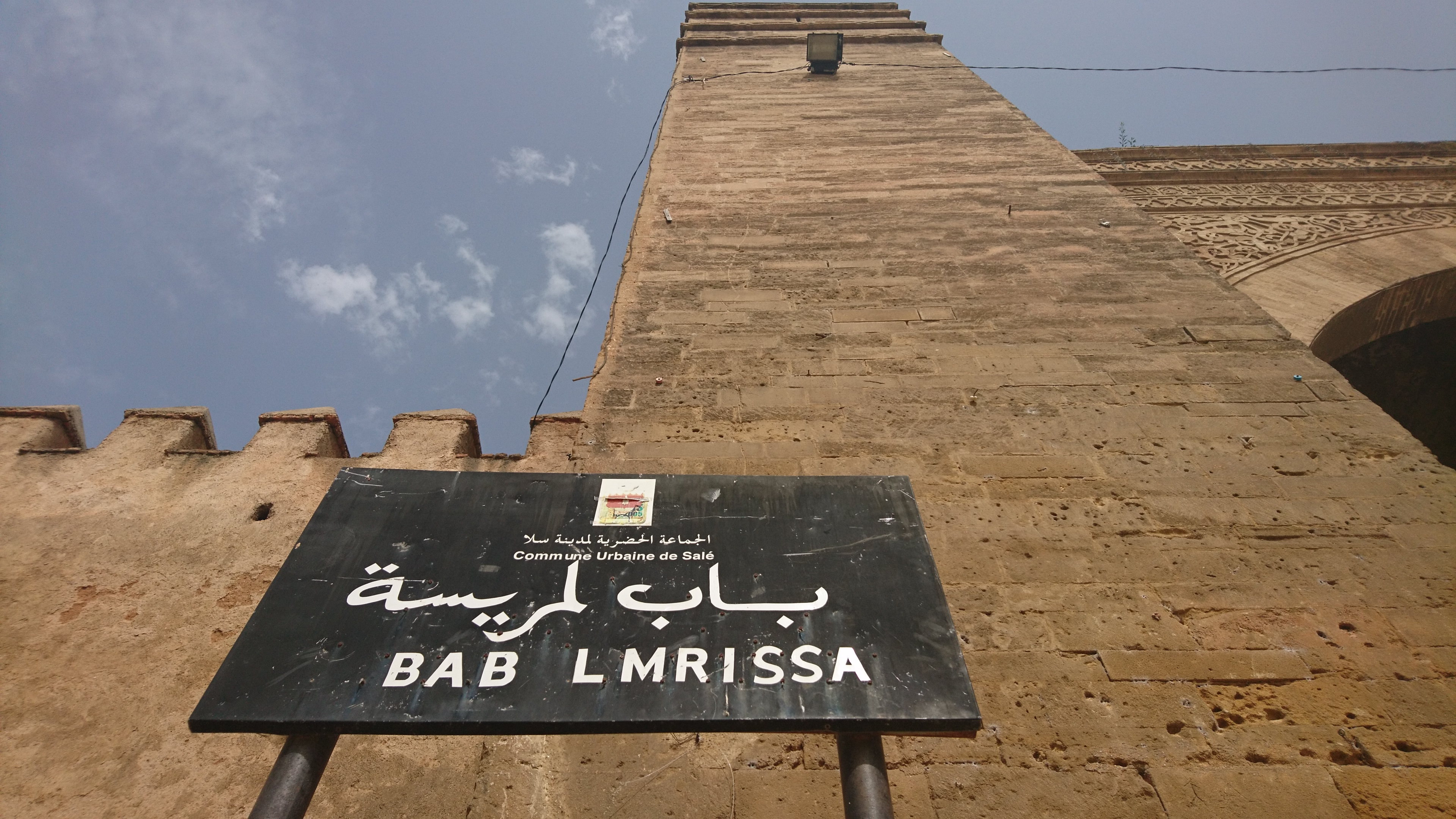
باب المريسة من الأسفل